# Chlorocoma octoplagiata
Chlorocoma octoplagiata là một loài bướm đêm trong họ Geometridae.